# حمتو ساعاتي
حمتو ساعاتي ممثل سعودي راحل بدأ حياته الفنية من خلال المنلوج وكان هو آخر المنلوجستيين في المملكة ودخل إلى الدراما التلفزيونية من خلال سلسلة من الأعمال الدرامية والتي كانت تبث بالابيض والأسود على التلفزيون. وقد شارك رحمه الله في أول عمل لمحمد حمزة بعنوان (غيوم في الصيف) ومسلسل (قصر فوق الرمال) ومسلسل (أصابع الزمن). وشارك في أول سهرة تلفزيونية عام 1401ه وصورت في استوديوهات المتحدة في جدة والسهرة من بطولته مع محمد حمزة واخراج عندنا إبراهيم وقصة عبد الله الجفري. وقدم أول عمل مسرحي مع جمعية الثقافة والفنون بجدة بعنوان (باقي الغسيل) من بطولته مع فؤاد بخش ومجموعة من الممثلين الشباب. وقدم أول عمل مسرحي لفرقة فنون جدة المسرحية وهي بعنوان (رحلة إلى الجحيم) من إخراج وتأليف عمر الجاسر وبطولته وفؤاد بخش. وعمل في مسلسل (خطوات الشيطان) من إخراج فايز حجاب وكذلك مسلسل (لا يحوشك جروك) مع سعد خضر وعلي إبراهيم وخالد الرفاعي وحمدان شلبي وعبد الستار صبحي.وآخر مسلسل شارك فيه قبل عامين مسلسل (لمن يهمه الأمر) مع حسن عسيري وعمر الجاسر ومن إخراج فهد غزولي.. كما شارك بدور له بصماته حتى فترة قريبة في مسلسل (السراج) مع الفنان ناصر القصبي وعبد الله عسيري ومن إخراج خالد الطخيم عاني من مرض القلب اعتزل الفن منذ 10 اعوام.توفي يوم 7 أبريل 2004.